# Cornelia Bakkum

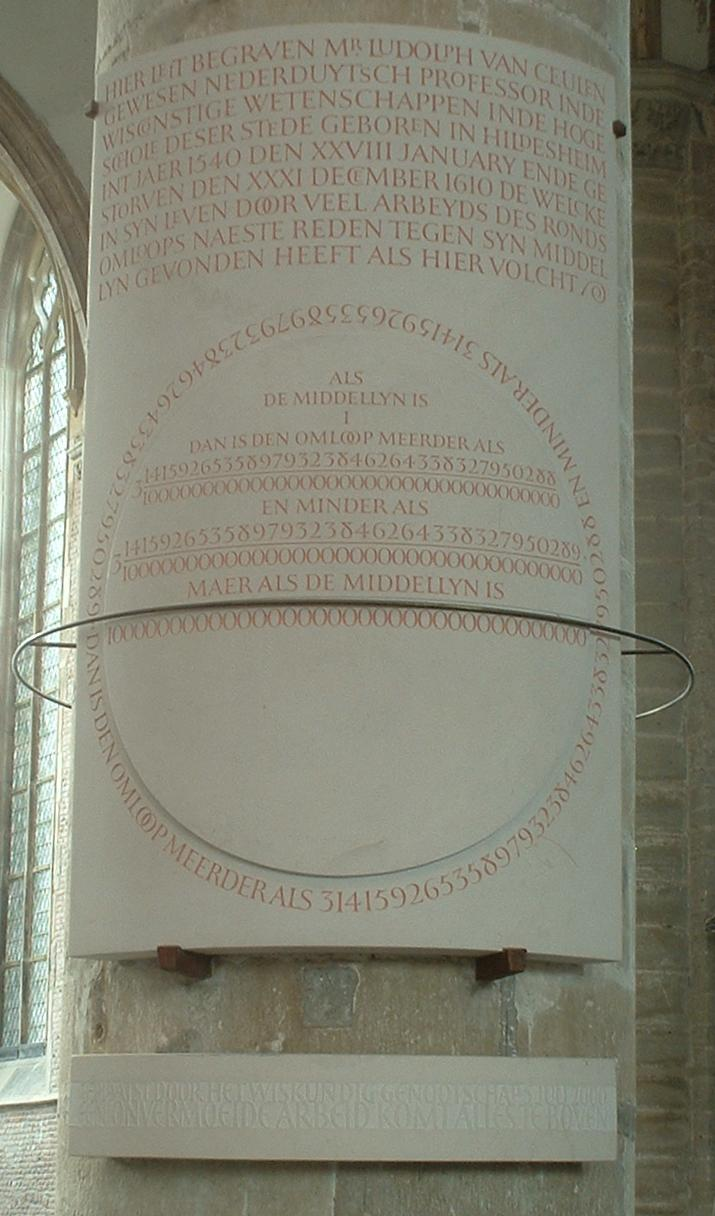
Monument voor π (pi) in de Pieterskerk in Leiden, van de hand van Cornelia Bakkum
(foto: Ton Boon)

Cornelia Elisabeth Maria Bakkum (Schoorl, 1963) is een Nederlands letterhakker en typograaf.
Na haar diploma eerstegraads docent handvaardigheid aan de Amsterdamse Hogeschool voor de Kunsten volgde zij haar opleiding letterhakken op traditionele ambachtelijke wijze in de workshop van David Kindersley in Cambridge.

Ze werkte enige jaren als letterhakker in de werkplaats van Kindersley en bij Kenneth Thompson in Ierland.
Hoewel ze daarna enige jaren in Sint-Petersburg gevestigd was, werkte ze als "rondreizend letterhakker" in vele landen.

Naast opdrachten maakt ze ook vrij werk, zowel in letterontwerp als in beeldhouwwerk, en exposeert geregeld. Onder meer maakte zij een plaquette voor de Hermitage in Sint-Petersburg en het gedenkteken voor Ludolf van Ceulen in de Pieterskerk in Leiden.
Cornelia Bakkum is lid van The Lettercarvers Guild of Ireland
- RKD-Nederlands Instituut voor Kunstgeschiedenis: 420431